# Montross
Montross è un comune degli Stati Uniti d'America, situato nello Stato della Virginia, nella contea di Westmoreland, della quale è il capoluogo.